# Tour du Poitou-Charentes 2011
Il Tour du Poitou-Charentes 2011, venticinquesima edizione della corsa, si svolse dal 23 al 26 agosto 2011 su un percorso di 656 km ripartiti in 5 tappe, con partenza da Surgères e arrivo a Poitiers. Fu vinto dal neozelandese Jesse Sergent della Team RadioShack davanti al britannico Alex Dowsett e al polacco Michal Kwiatkowski.

## Tappe
| Tappa  | Data      | Percorso                                          | km    | Vincitore di tappa | Leader cl. generale |
| ------ | --------- | ------------------------------------------------- | ----- | ------------------ | ------------------- |
| 1ª     | 23 agosto | Surgères > Cognac                                 | 184,2 | Davide Appollonio  | Davide Appollonio   |
| 2ª     | 24 agosto | Cognac > Bressuire                                | 175,2 | Yauheni Hutarovich | Davide Appollonio   |
| 3ª     | 25 agosto | Bressuire > Chatellerault                         | 1048  | Anthony Ravard     | Yauheni Hutarovich  |
| 4ª     | 25 agosto | Chatellerault > Chatellerault (cron. individuale) | 20,5  | Jesse Sergent      | Jesse Sergent       |
| 5ª     | 26 agosto | Saint-Jacques-de-Thouars > Poitiers               | 171,4 | Alex Dowsett       | Jesse Sergent       |
| Totale | Totale    | Totale                                            | 656   |                    |                     |

## Dettagli delle tappe

### 1ª tappa
- 23 agosto: Surgères > Cognac – 184,2 km

| Pos. | Corridore          | Squadra  | Tempo    |
| ---- | ------------------ | -------- | -------- |
| 1    | Davide Appollonio  | Sky      | 4h19'25" |
| 2    | Sébastien Chavanel | Europcar | s.t.     |
| 3    | Arnaud Démare      | FDJ      | s.t.     |

| Pos. | Corridore          | Squadra  | Tempo    |
| ---- | ------------------ | -------- | -------- |
| 1    | Davide Appollonio  | Sky      | 4h19'15" |
| 2    | Sébastien Chavanel | Europcar | a 4"     |
| 3    | Damien Gaudin      | Europcar | a 5"     |

### 2ª tappa
- 24 agosto: Cognac > Bressuire – 175,2 km

| Pos. | Corridore          | Squadra      | Tempo    |
| ---- | ------------------ | ------------ | -------- |
| 1    | Yauheni Hutarovich | FDJ          | 4h09'25" |
| 2    | José Joaquín Rojas | Movistar     | s.t.     |
| 3    | Stéphane Poulhiès  | Saur-Sojasun | s.t.     |

| Pos. | Corridore          | Squadra  | Tempo    |
| ---- | ------------------ | -------- | -------- |
| 1    | Davide Appollonio  | Sky      | 8h28'40" |
| 2    | Yauheni Hutarovich | FDJ      | a 3"     |
| 3    | José Joaquín Rojas | Movistar | a 4"     |

### 3ª tappa
- 25 agosto: Bressuire > Chatellerault – 1048 km

| Pos. | Corridore          | Squadra      | Tempo    |
| ---- | ------------------ | ------------ | -------- |
| 1    | Anthony Ravard     | AG2R         | 2h17'14" |
| 2    | Yauheni Hutarovich | FDJ          | s.t.     |
| 3    | Giacomo Nizzolo    | Leopard-Trek | s.t.     |

| Pos. | Corridore          | Squadra  | Tempo     |
| ---- | ------------------ | -------- | --------- |
| 1    | Yauheni Hutarovich | FDJ      | 10h45'53" |
| 2    | Davide Appollonio  | Sky      | a 1"      |
| 3    | José Joaquín Rojas | Movistar | a 5"      |

### 4ª tappa
- 25 agosto: Chatellerault > Chatellerault (cron. individuale) – 20,5 km

| Pos. | Corridore              | Squadra    | Tempo  |
| ---- | ---------------------- | ---------- | ------ |
| 1    | Jesse Sergent          | RadioShack | 25'09" |
| 2    | Michal Kwiatkowski     | RadioShack | a 18"  |
| 3    | Jean-Christophe Peraud | AG2R       | a 36"  |

| Pos. | Corridore              | Squadra    | Tempo     |
| ---- | ---------------------- | ---------- | --------- |
| 1    | Jesse Sergent          | RadioShack | 11h11'19" |
| 2    | Michal Kwiatkowski     | RadioShack | a 18"     |
| 3    | Jean-Christophe Peraud | AG2R       | a 36"     |

### 5ª tappa
- 26 agosto: Saint-Jacques-de-Thouars > Poitiers – 171,4 km

| Pos. | Corridore         | Squadra  | Tempo    |
| ---- | ----------------- | -------- | -------- |
| 1    | Alex Dowsett      | Sky      | 4h03'15" |
| 2    | Davide Appollonio | Sky      | a 6"     |
| 3    | Moreno Hofland    | Rabobank | s.t.     |

| Pos. | Corridore          | Squadra    | Tempo     |
| ---- | ------------------ | ---------- | --------- |
| 1    | Jesse Sergent      | RadioShack | 15h14'40" |
| 2    | Alex Dowsett       | Sky        | a 18"     |
| 3    | Michal Kwiatkowski | RadioShack | s.t.      |

## Classifiche finali

### Classifica generale
| Pos. | Corridore              | Squadra          | Tempo     |
| ---- | ---------------------- | ---------------- | --------- |
| 1    | Jesse Sergent          | Team RadioShack  | 15h14'40" |
| 2    | Alex Dowsett           | Sky Procycling   | a 18"     |
| 3    | Michal Kwiatkowski     | Team RadioShack  | s.t.      |
| 4    | Jean-Christophe Peraud | Ag2r-La Mondiale | a 36"     |
| 5    | Martin Elmiger         | Ag2r-La Mondiale | a 39"     |
| 6    | Damien Gaudin          | Team Europcar    | a 41"     |
| 7    | José Joaquín Rojas     | Movistar Team    | a 46"     |
| 8    | Paul Poux              | Saur-Sojasun     | a 48"     |
| 9    | Jérôme Coppel          | Saur-Sojasun     | a 51"     |
| 10   | Christophe Riblon      | Ag2r-La Mondiale | a 53"     |